# Miami Vice : Deux Flics à Miami
Pour plus de détails, voir Fiche technique et Distribution.
Miami Vice : Deux Flics à Miami ou Deux Flics à Miami en Belgique et au Québec (Miami Vice) est un film américano-allemand réalisé par Michael Mann et sorti en 2006. C'est une adaptation de la série télévisée Deux Flics à Miami (1984-1990).
Le film reçoit des critiques mitigées dans la presse à sa sortie, malgré des louanges sur la mise en scène et le style visuel de Michael Mann. Cependant, au cours des années suivantes, sa réputation auprès des critiques et des cinéastes sera réévaluée, le critique Steven Hyden écrivant en 2016 que le film était devenu culte. Côté box-office, le film récolte 164,2 millions de dollars dans le monde pour un budget annoncé de 135 millions de dollars. 

## Synopsis
Les inspecteurs James « Sonny » Crockett et Ricardo Tubbs, deux flics de la brigade des stupéfiants de la police du comté de Miami-Dade, mènent une guerre sans merci contre les trafiquants de drogue et autres criminels de Floride.
Alors qu'ils cherchent à arrêter en flagrant délit un proxénète nommé Neptune, l'un de leurs indics, Alonzo Stevens, qui coopérait avec les FBI, leur apprend qu'il s'est fait démasquer et que sa famille ainsi que les agents impliqués sont désormais gravement menacés. Alonzo se suicide à l'annonce de la découverte du corps de sa femme. Sonny et Ricardo rencontrent alors Fujima, un agent du FBI, que leur présente le lieutenant, Castillo. Fujima propose qu'ils s'infiltrent dans le cartel qu'il croit être dirigé par José Yero, propriétaire de plusieurs discothèques en Amérique du Sud, car c'est ce cartel qui livre en drogue les assassins des policiers. Ils acceptent et se font passer eux-mêmes pour des trafiquants afin d'infiltrer le réseau et de remonter la filière.
D'abord, ils observent comment les livraisons se réalisent : par deux bateaux offshore très rapprochés. Ils découvrent le lieu où les cargaisons sont stockées, s'emparent de la cargaison de drogue et détruisent les bateaux offshore. Par la suite, ils se servent d'un informateur nommé Nicholas et l'obligent à les mettre en contact avec Yero. Ce dernier leur donne rendez-vous en Haïti où ils se rendent. Après une rencontre un peu tendue avec Yero, ils  apprennent que ce dernier n'est pas le patron du cartel mais uniquement le chef de la sécurité ; une femme nommée Isabella, qui se révèle être l'administratrice financière du cartel, les emmène rencontrer le chef suprême nommé Archangel de Jesus Montoya ; ce dernier leur explique froidement ce qu'il attend d'eux et les opportunités à saisir.
Sonny et Ricardo opèrent alors un chargement de drogue en Colombie et le ramènent par avion jusqu'en Floride en prenant soin d'avoir fait décoller un autre avion plus gros par leur équipe, afin de se placer juste en dessous et confondre les échos radar jusqu'à la côte, où l'avion chargé se plaque à nouveau près du sol. Un peu plus tard, ils prétendent avoir trouvé le chargement volé à Yero par eux-mêmes pour le mettre en confiance. Ils se voient confier un autre chargement partant de Baranquilla en Colombie.
Sonny demande à Isabella si elle peut lui offrir un verre, il l'emmène en offshore à la Havane où ils sympathisent et ont une aventure. Après ces péripéties, ils rencontrent leur chef et Fujima et révèlent quelle est réellement l'étendue du cartel, quelles sont les cargaisons transportées, où sont les circuits de blanchiment. Sonny veut aller plus loin que la mission prévue initialement et Fujima, pas très convaincu, accepte.
Au moment de partir à Baranquilla, Sonny et Ricardo rencontrent à nouveau Yero et Isabella pour les dernières recommandations. Sonny et Isabella dansant de façon un peu trop explicite devant les caméras de surveillance de Yero, ce dernier devine ce qui se passe entre eux. Intimement convaincu que Sonny et Ricardo ne sont pas clairs et cherchant à les mettre hors course, Yero organise l'enlèvement de Trudy, la petite amie de Ricardo, par des membres de la Confrérie Aryenne, afin de réaliser un chantage sur le lieu de la livraison. Entretemps, il capture également Isabella et demande à Montoya la tête des deux flics.
Lors de l'appel pour la rançon, Trudy réussit à dire qu'elle est détenu dans un mobile-home. Castillo réussit à le localiser et une opération commando est en urgence montée. Ils parviennent à délivrer Trudy mais Yero fait exploser la bombe placée dans le mobile-home, ce qui brûle Trudy et la plonge dans le coma. Sonny prévient alors Yero que s'il ne vient pas récupérer sa cargaison, il la vendra ailleurs. Rendez-vous est pris mais Sonny et Ricardo se doutent que le lieu de rendez-vous sera un piège truffé de tireurs d'élite. Une fois sur place et les tireurs embusqués abattus, une énorme fusillade éclate alors entre les hommes de Yero, épaulés par les Frères Aryens, opposés à la brigade de Sonny et Ricardo.
Tous les trafiquants sont abattus, Zito est blessé, Sonny parvient à exfiltrer Isabella et l'emmène pour lui éviter d'être poursuivie. Ricardo s'en retourne au chevet de Trudy qui finit par sortir du coma.

## Fiche technique
Sauf indication contraire, les informations mentionnées dans cette section peuvent être confirmées par la base de données cinématographiques IMDb,  présente dans la section « Liens externes ».
- Titre français : Miami Vice : Deux Flics à Miami
- Titre québécois et belge : Deux Flics à Miami
- Titre original : Miami Vice
- Réalisation : Michael Mann
- Scénario : Michael Mann, d'après la série télévisée Deux Flics à Miami créée par Anthony Yerkovich
- Musique : John Murphy
- Directeur de la photographie : Dion Beebe
- Montage : William Goldenberg et Paul Rubell
- Direction artistique : Carlos Menéndez Seth Reed
- Costumes : Michael Kaplan et Janty Yates
- Production : Pieter Jan Brugge,Enrique Gruber (non crédité), Michael Mann

Producteur délégué : Anthony Yerkovich
Coproducteurs : Bryan H. Carroll, Gusmano Cesaretti et Michael Waxman
Producteurs associés : Sarah Bradshaw, Wayne Morris
- Sociétés de production : Universal Pictures, Motion Picture ETA Produktionsgesellschaft mbH & CO et Forward Pass
- Distribution : Universal Pictures (États-Unis), United International Pictures (France)
- Budget : 135 000 000 $[2]
- Pays de production :  États-Unis et  Allemagne
- Format : couleurs - 2,35:1 (Cinémascope)
- Genre : policier, action
- Durée : 132 minutes
- Dates de sortie[3] : 
  - États-Unis, Canada : 28 juillet 2006
  - Belgique, France : 16 août 2006

## Distribution
Légende : VF = Version Française[réf. nécessaire] et VQ = Version Québécoise
- Colin Farrell (VF : Boris Rehlinger et VQ : Martin Watier) : l'inspecteur James « Sonny » Crockett
- Jamie Foxx (VF : Julien Kramer et VQ : Pierre Auger) : l'inspecteur Ricardo Tubbs
- Gong Li (VF : Yumi Fujimori et VQ : Camille Cyr-Desmarais) : Isabella Montoya
- Naomie Harris (VF : Laëtitia Laburthe ; VQ : Catherine Proulx-Lemay) : l'inspecteur Trudy Joplin
- Ciarán Hinds  (VF : Nicolas Marié et VQ : Jean-Luc Montminy)  : l'agent du FBI Fujima
- Justin Theroux (VF : Cédric Dumond ; VQ : Marc-André Bélanger) : l'inspecteur Larry Zito
- Barry Shabaka Henley (VF : Pascal Renwick ; VQ : Raymond Bouchard) : le lieutenant Marty Castillo
- Luis Tosar (VF : Eric Peter ; VQ : Luis de Cespedes) : Jesus Montoya
- John Ortiz (VF : Philippe Bozo ; VQ : Manuel Tadros) : Jose Yero
- Elizabeth Rodriguez : l'inspecteur Gina Calabrese
- Domenick Lombardozzi (VF : Gilles Morvan) : l'inspecteur Stan Switek
- Eddie Marsan : Nicholas
- Isaach de Bankolé (VF : Frantz Confiac) : Neptune
- John Hawkes (VF : Emmanuel Karsen) : Alonzo Stevens
- Tom Towles  (VF : Michel Vigné)  : Coleman
- Tony Curran : un frère aryen
- Don Frye : le frère aryen aux cheveux longs
- Pasha D. Lychnikoff : un agent fédéral russe
- Mike Pniewski : un docteur aux urgences
- Dexter Fletcher : un paramilitaire haïtien
- Oleg Taktarov : un garde russe

## Production

### Genèse et développement
Michael Mann était producteur des trois premières saisons de la série télévisée Deux Flics à Miami. S'il n'en a réalisé aucun épisode, il avait écrit le scénario de l'épisode Golden Triangle: Part 2 de la saison 1. Le scénario du film est quant à lui une réécriture de l'épisode 16 de la première saison (Y'a pas de sot métier / Smuggler's Blues). Michael Mann explique qu'avec ce long métrage, il a pu aller plus loin qu'à la télévision : « Un film interdit aux moins de 17 ans peut montrer bien plus de choses que la télévision. Nous nous sentions toujours un peu bridés au temps de la série, alors qu'aujourd'hui, nous pouvons restituer à nos personnages toute leur sensualité et faire exister à l'écran les couples Crockett/Isabella et Tubbs/Trudy ».

### Attribution des rôles
Lorsque le projet d'adaptation de la série a été lancé, il a été demandé à Don Johnson quel acteur il voyait pour lui succéder dans la peau de Sonny Crockett. Il a répondu Colin Farrell. Le rôle de Tubbs, incarné par Philip Michael Thomas dans la série, est quant à lui confié à Jamie Foxx que Michael Mann avait auparavant dirigé à deux reprises dans Ali (2001) et Collatéral (2004).
Michael Mann a fait suivre à Colin Farrell et Jamie Foxx trois mois d'entraînement à Miami avec une escouade de policiers locaux et fédéraux (séances de tir quatre fois par semaine, maniement des armes, mise en situation, etc.) pour se préparer à leur rôle.

### Tournage
Le tournage a lieu à Miami, aux studios Universal d'Universal City, en Uruguay (Atlántida, Ciudad del Este, Montevideo, Punta del Este), en République dominicaine (Saint-Domingue) ainsi qu'aux Chutes d'Iguazú entre le Brésil et l'Argentine.
Le film a été entièrement tourné avec la caméra numérique Thomson Viper, ultra-perfectionnée à l'époque. Ce procédé a notamment facilité les nombreuses scènes tournées la nuit comme l'explique Michael Mann : « Avec la HD, précise le réalisateur, on peut capter des nuances que la pellicule n'attrape pas... ».
Le tournage a connu plusieurs évènements perturbants, comme l'irruption d'un inconnu armé provoquant une fusillade sur le plateau en République Dominicaine ou encore l'hospitalisation de Colin Farrell pour épuisement et dépendance à un médicament.
Au début du film, dans la scène où les agents infiltrés sont abattus par des tireurs embusqués, le plan de l'intérieur de la voiture a été tourné avec de vraies munitions de calibre .50 BMG[réf. nécessaire].

## Bande originale
La musique originale est composée par le Britannique John Murphy. L'album contient cependant davantage de chansons non inédites. On retrouve par ailleurs une reprise de In the Air Tonight de Phil Collins (la version originale figurait dans l'épisode pilote de la série télévisée).
Liste des titres
1. Nonpoint - In the Air Tonight
2. Moby featuring Patti LaBelle - One of These Mornings
3. Mogwai - We're No Here
4. Nina Simone - Sinnerman (Felix da Housecat's Heavenly House Mix)
5. Mogwai - Auto Rock
6. Manzanita - Arranca
7. India.Arie - Ready for Love
8. Goldfrapp - Strict Machine
9. Emilio Estefan - Pennies in My Pocket
10. King Britt - New World in My View
11. Blue Foundation - Sweep
12. Moby - Anthem
13. Freaky Chakra - Blacklight Fantasy
14. John Murphy - Mercado Nuevo
15. John Murphy - Who Are You
16. King Britt & Tim Motzer - Ramblas
17. Klaus Badelt & Mark Batson - A-500

Autres titres présents dans le film
- Numb/Encore de Linkin Park & Jay-Z
- Wide Awake d'Audioslave
- Shape of things to come d'Audioslave

## Sortie et accueil

### Box-office
| Pays ou région    | Box-office        | Date d'arrêt du box-office | Nombre de semaines |
| ----------------- | ----------------- | -------------------------- | ------------------ |
| États-Unis Canada | 63 450 470 $      | 5 octobre 2006             | 10                 |
| France            | 1 576 194 entrées |                            |                    |
| Mondial           | 163 794 509 $     | -                          | -                  |

## Version longue
Comme pour la plupart de ses longs métrages, Michael Mann propose un montage rallongé de son film pour l'édition DVD. Cette version director's cut dite unrated est rallongée d'environ 7 minutes. Le premier changement majeur est l'introduction du film. Si la version sortie au cinéma commençait directement dans la boite de nuit sans générique, la version longue débute par une séquence générique avec des bateaux Hors-bord avec un dialogue introduisant la scène suivante dans la boîte de nuit. L'autre ajout majeur arrive après environ 25 minutes de film. Absent de la version salles, on peut désormais voir l'échange téléphonique entre Nicholas et José Yéro. Hormis quelques rapides plans modifiés, l'un des changements de la version unrated est la suppression de deux scènes. La première était celle durant laquelle Sonny et Rico patientent après avoir leur échange avec José Yero. Ils allaient ensuite dans leur chambre d'hôtel où Isabella leur annoncait qu'ils allaient voir Montoya. Ces coupes permettent d'améliorer le rythme tout en conservant davantage de mystère autour du personnage incarné par Gong Li,,,.